# Paulo Moreira da Silva
Paulo de Castro Moreira da Silva (Rio de Janeiro, 18 de outubro de 1919) Rio de Janeiro, 1 de maio de 1983 foi um militar da Marinha do Brasil, em cuja carreira alcançou o posto de Almirante.
Destacou-se por, em 1964, ter transformado o navio-escola Almirante Saldanha (U-10) no primeiro navio oceanográfico do país.
Foi fundador Superintendência de Desenvolvimento da Pesca - SUDEPE, vinculada ao Ministério da Agricultura, da qual foi o primeiro Superintendente. Presidiu a Fundação de Estudos do Mar — FEMAR, criada sob sua inspiração.
Em sua homenagem o IEAPM recebeu o seu nomeː Instituto de Estudos do Mar Almirante Paulo Moreira.
1. ↑  http://www.defesanet.com.br/prosub/noticia/29109/MB---DGDNTM---Ordem-do-Dia---Ciencia-e-Tecnologia/